# Acer hyrcanum
Acer hyrcanum é uma espécie de árvore do gênero Acer, pertencente à família Aceraceae.